# Hardwood River
Der Hardwood River ist ein Fluss im äußersten Südwesten des australischen Bundesstaates Tasmanien.

## Geografie

### Flusslauf
Der fast 27 Kilometer lange Hardwood River entspringt an den Südhängen des View Hill im Nordteil des Southwest-Nationalparks, westlich des Lake Pedder. Von dort fließt er nach Süd-Südosten und mündet zwischen Frankland Range und Popstring Range in den Davey River.

### Nebenflüsse mit Mündungshöhen
- Dismal Creek – 64 m
- Turner Creek – 46 m
- Hardwood Creek – 41 m[1]